# Bukowina-Osiedle
Bukowina-Osiedle (slowakisch und ungarisch Bukovina) ist ein polnisches Dorf in der Woiwodschaft Kleinpolen, Powiat Nowotarski, Gemeinde Raba Wyżna. Der Ort zählt 210 Einwohnern und ist das kleinste Dorf in der Gemeinde Raba Wyżna.

## Geschichte
Der Ort liegt in der Landschaft Arwa, die bis 1918 zum Königreich Ungarn gehörte. Er wurde im Jahre 1565 auf Initiative von Franziskus I. Thurzo gegründet. Geschichtlich wurde der Ort zum ersten Mal im Jahre 1566 als Bukowianka erwähnt, 1567 schon als Bukowina bezeichnet. Die erste Siedler kamen meistens aus Polen. Im Jahre 1622 wurde es mit Podszkle eingemeindet. Beide Dörfer hatten einen gemeinsamen Schultheiß, aus der Familie Bukowiński (Rokicki). Im Jahr 1674 wurde diese Familie für Hilfe in der Rekatholisierung der Arwa von Leopold I. bedankt und nobilitiert.
Im 19. Jahrhundert wurde Slowakisch die Sprache der Kirche und der Schule, aber die lokalen Goralen sprachen Goralisch, einen polnischstämmigen Dialekt. Im Jahre 1897 begannen polnische Aktivisten nationale Agitation. Im Jahre 1910 folgte die ungarische Verwaltung erstmals in der Volkszählung der polnischen Bitte und Goralisch wurde als Polnisch betrachtet. In diesem Jahre hatte die Gemeinde Bukowina-Podszkle 726 Einwohner, davon 1 ungarischsprachige, 16 deutschsprachige, 5 slowakischsprachige, 703 anderssprachige (96,8 %, polnischsprachig), 711 römisch-katholische, 15 Juden.
1918, nach dem Ende des Ersten Weltkriegs und dem Zusammenbruch der k.u.k. Monarchie, kam die Gemeinde zur neu entstandenen Tschechoslowakei. Auf Grund der Tschechoslowakisch-polnischen Grenzkonflikte im Arwa-Gebiet wurde der Ort 1920 dann aber der Zweiten Polnischen Republik zugesprochen. Zwischen den Jahren 1920 und 1925 gehörte die Gemeinde zum Powiat Spisko–Orawski, ab 1. Juli 1925 zum Powiat Nowotarski. Im Jahre 1921 hatte die Gemeinde Bukowina-Podszkle 189 Häuser mit 680 Einwohnern, davon 655 Polen, 3 Juden, 22 anderer Nationalität (meistens Slowaken), 673 römisch-katholische, 4 israelitische, 2 anderen Glaubens.
Von 1939 bis 1945 wurde das Dorf ein Teil des Slowakischen Staates.
Von 1975 bis 1998 gehörte Harkabuz zur Woiwodschaft Nowy Sącz.

## Tourismus
In der Nähe gibt es einen Sessellift (714 m), ein Schwimmbecken sowie einen Winterkindergarten. Es gibt auch eine Skischule.